# Henriette André-Walther
Pour les articles homonymes, voir Walther.
Henriette André-Walther, née le 14 juin 1807 à Paris et morte le 6 août 1886 à Versailles, fille du général comte d'Empire Frédéric Henri Walther, s'est fait connaître par son engagement dans le Réveil protestant français du XIXe siècle et par le soutien particulièrement généreux qu'elle a accordé aux œuvres et mouvements protestants issus du Réveil.

## Biographie
Henriette Walther naît le 14 juin 1807 à Paris dans le foyer du général Frédéric Henri Walther et de son épouse Salomé Coulmann, tous deux luthériens d'origine alsacienne. Le général Walther était l'un des proches de l'empereur Napoléon, et il sera enterré aux Invalides. Henriette évolue donc dès son plus jeune âge dans la meilleure société parisienne. Elle épouse le 16 mai 1825 Jean André, fils du banquier protestant Dominique André. Le mariage est bien entendu célébré au grand temple luthérien de Paris, le temple des Billettes. Jean André, armé de fermes convictions évangéliques et prédicateur laïc à ses heures, investira son énergie dans l'église réformée, d'abord à Tours où le jeune ménage réside quelques années, puis dans d'autres régions. Il participera à la création et au soutien de plusieurs œuvres issues du Réveil telles que la « Société des intérêts généraux du Protestantisme français », fondée en 1842 par Agénor de Gasparin, et du développement de la principale œuvre mise en route par cette Société, la colonie pénitentiaire agricole modèle de Sainte-Foy la Grande, et à bien d'autres encore.
Au décès de son mari en 1850, Henriette André-Walther, qui s'est « convertie » en 1842 après une expérience religieuse, et fréquente depuis le milieu du Réveil parisien, poursuit dans le même esprit que son défunt mari et utilise son influence et sa fortune pour faire avancer non seulement des œuvres d'évangélisation mais aussi diverses œuvres sociales. Elle est donc un des parfaits exemples des « dames d’œuvres », figures importantes du protestantisme français au XIXe siècle. Elle soutient tout particulièrement la Société des missions évangéliques de Paris et les diaconesses de Reuilly, mais elle apporte une aide décisive à John Bost pour lancer Bethesda, le premier pavillon de son hospice pour handicapés à La Force (Dordogne). Elle organise aussi un cours d'enseignement supérieur pour les jeunes filles protestantes qui fonctionne de 1856 à 1865. À partir de 1865, elle réside de plus en plus dans sa vaste propriété de Versailles, « Les Ombrages », située rue de la Porte-de-Buc, où elle organise un véritable poste d'évangélisation avec des cultes, une école, une infirmerie tenue par les diaconesses et un orphelinat. Rentrée en possession de ce domaine après les troubles de la Guerre de 1870 et de la Commune, elle parvient à en relancer les activités. À son décès le 6 août 1886, elle lègue sa propriété de Versailles aux diaconesses.

## Postérité

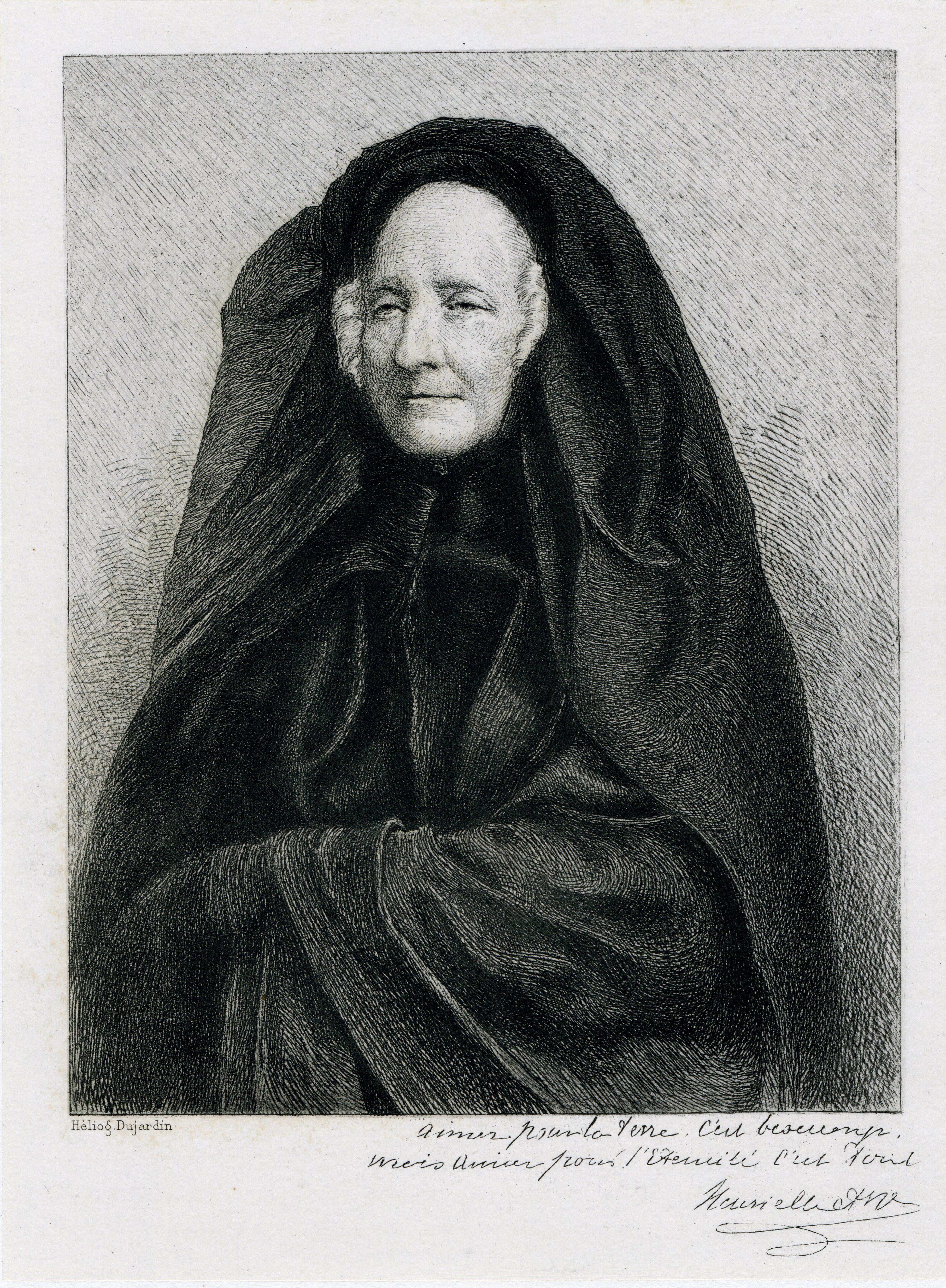

Les œuvres dans lesquelles Henriette André-Walther a investi sa fortune fonctionnent toujours :
- le DEFAP, issue de la Société des Missions[3],
- les diaconesses de Reuilly et leur centre communautaire à Versailles, d'où a été détaché un terrain permettant d'ouvrir le centre de rencontres dit « Centre Huit », les diaconesses de Reuilly étant par ailleurs reconnues d'utilité publique depuis 1860 et présentes dans 22 établissements dans trois régions françaises et à l'étranger[4],
- la Fondation John Bost, reconnue d’utilité publique en 1877, qui accueille actuellement quelque 1500 personnes en situation de handicap ou de grand âge dans 34 établissements[5].

## Culture populaire
On peut penser qu'Henriette André-Walther et "Les Ombrages" ont servi de modèle à Alphonse Daudet pour son roman - violemment anti-protestant - "L’Évangéliste" (1883).